# Asilus longicella
Asilus longicella là một loài ruồi trong họ Asilidae. Asilus longicella được Macquart miêu tả năm 1850. Loài này phân bố ở vùng Tân Bắc giới.